# アイチン・アキョル
アイチン・アキョル（Ayçin Akyol, 1999年6月15日 - ）は、トルコの女子バレーボール選手。トルコ代表。

## 来歴

### クラブチーム
アンカラ出身。2017年、Karayolları Spor Kulübüに入団。2020/21シーズンはMert ve Kaan Sigortaでプレーした。2022年8月、ガラタサライへの移籍が発表され、2024年1月には同チームと2年の契約更新した。

### 代表チーム
アンダーカテゴリーの代表として2016年のU-19欧州選手権で銅メダルを獲得した。2022年、シニア代表に初選出され、同年9-10月の世界選手権に出場した。2025年、ネーションズリーグに出場した。

## 球歴
- 世界選手権 - 2022年
- ネーションズリーグ - 2025年

## 所属クラブ
- Karayolları Spor Kulübü（2017-2022年）
- Mert ve Kaan Sigorta（2020-2021年）
- ガラタサライ（2022年-）